# 8636-os mellékút (Magyarország)
A 8636-os számú mellékút egy csaknem 16,5 kilométer hosszú, négy számjegyű országos közút Vas vármegye területén; Acsád községet köti össze Kőszeggel és a 87-es főúttal.

## Nyomvonala

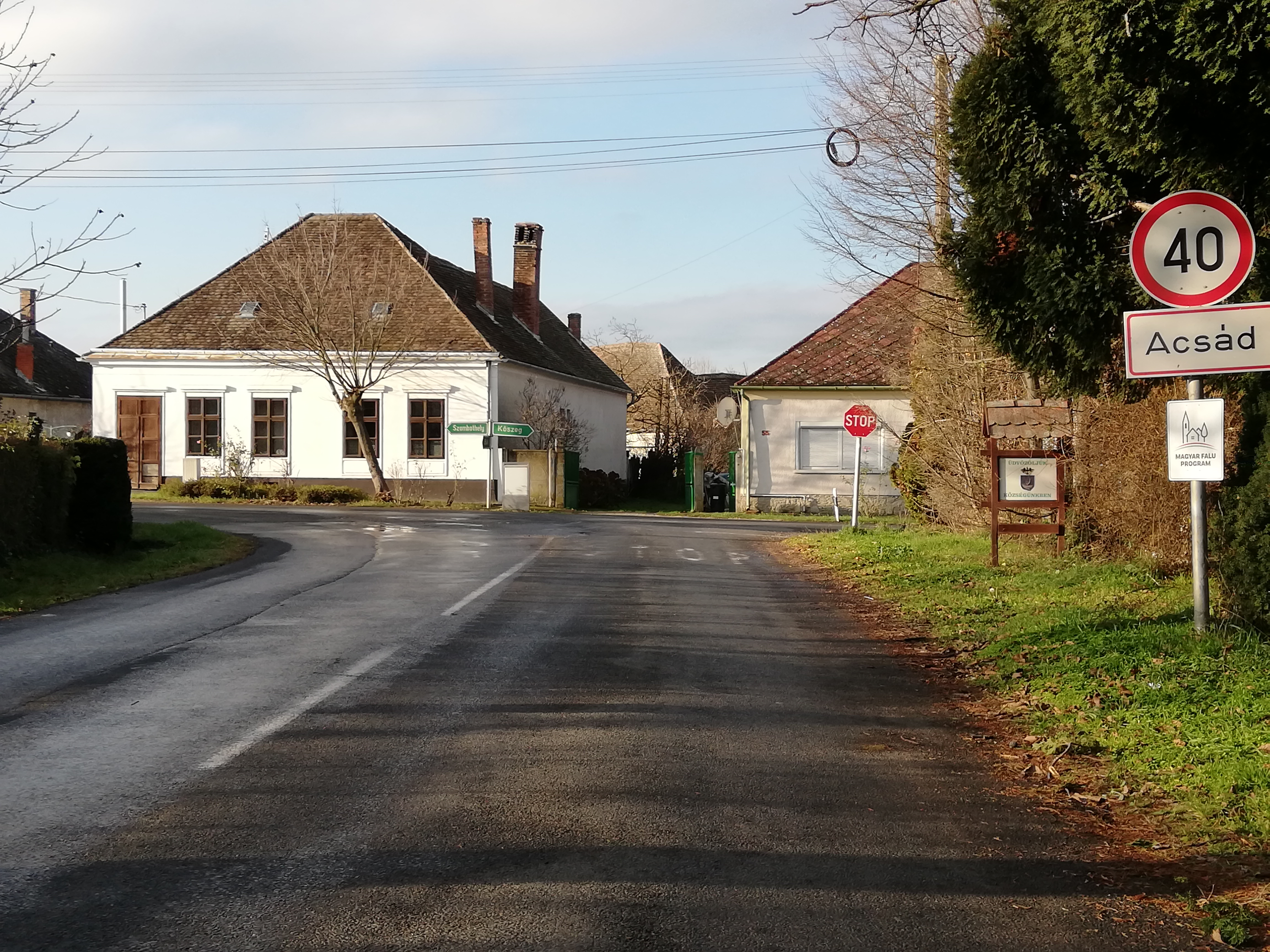
Kiágazása (jobb felé) a 8638-as útból Acsádon

A 8638-as útból ágazik ki, annak a 9+700-as kilométerszelvénye közelében, Acsád központjának északi részén. Északnyugat felé indul, Béke utca néven; később gyakran változtatja az irányát, de a vonalvezetésének fő iránya ezzel együtt is északnyugati marad. Néhány száz méter után kilép a belterületről, mintegy 750 méter megtételét követően pedig már Acsád és Salköveskút határvonalán húzódik. Ez utóbbi települést ennél jobban nem is érinti, 1,6 kilométer után pedig Meszlen területére lép.
Meszlen első házait 2,3 kilométer után éri el, ott szintén a Béke utca nevet viseli. Bő 3,5 kilométert követően lép ki a községből, az 5. kilométerénél pedig már Vasasszonyfa határai közt húzódik. Ezt a települést sem érinti, jóformán csak egy keresztezése van itt: az 5+350-es kilométerszelvényénél, e falu területén találkozik a Szombathelyt Csepreggel összekötő 8639-es úttal. Alig 200 méterrel ezután el is hagyja Vasasszonyfát és kőszegpatyi területen folytatódik.
Kőszegpatyra északkelet felől érkezik meg, kevéssel a 7. kilométere után, s a belterület északi részén húzódik végig, a történelmi faluközpontot elkerülve. 8,2 kilométer után ki is lép a községből, 9,4 kilométer után pedig Pusztacsó határai közé érkezik. Ez utóbbi zsáktelepülés, az út északi irányból elkerüli a lakott részeit, oda csak a 86 121-es számú mellékút vezet, amely a 10+600-as kilométerszelvényénél ágazik ki a 8636-osból.
Alig száz méterrel az előbbi elágazást elhagyva az út már nemescsói területen húzódik, a falut 11,3 kilométer után éri el, a Péterfy Sándor utca nevet felvéve, az itt született neves pedagógus és tanügyi szakíró emlékére. Több irányváltása ellenére majdnem végig ezt a nevet viseli a község házai között, csak a falu nyugati szélén veszi fel egy rövid, nagyjából 200 méteres szakaszon a Kőszegi utca nevet, miután a 12+350-es kilométerszelvénye táján kiágazik belőle a 8641-es út Lukácsházára.
14,4 kilométer után elhalad Nemescsó, Kőszeg és Lukácsháza hármashatára mellett, de ez utóbbit ennél jobban nem is érinti, folytatása már a Kőszeghez tartozó Kőszegfalva területén húzódik. Az egykor önálló település első házait 15,2 kilométer után éri el, a belterületen végig a Kőszegfalvi utca nevet viseli. Utolsó méterein – már újból külterületen, nyílt vonali szakaszon – keresztezi a Szombathely–Kőszeg-vasútvonal vágányait, majd alig pár lépésre onnan véget ér, becsatlakozva a 87-es főútba, annak 43+700-as kilométerszelvénye táján.
Teljes hossza, az országos közutak térképes nyilvántartását szolgáló kira.gov.hu adatbázisa szerint 16,455 kilométer.

## Települések az út mentén
- Acsád
- (Salköveskút)
- Meszlen
- (Vasasszonyfa)
- Kőszegpaty
- (Pusztacsó)
- Nemescsó
- (Lukácsháza)
- Kőszeg-Kőszegfalva